# Schloss Halbenrain

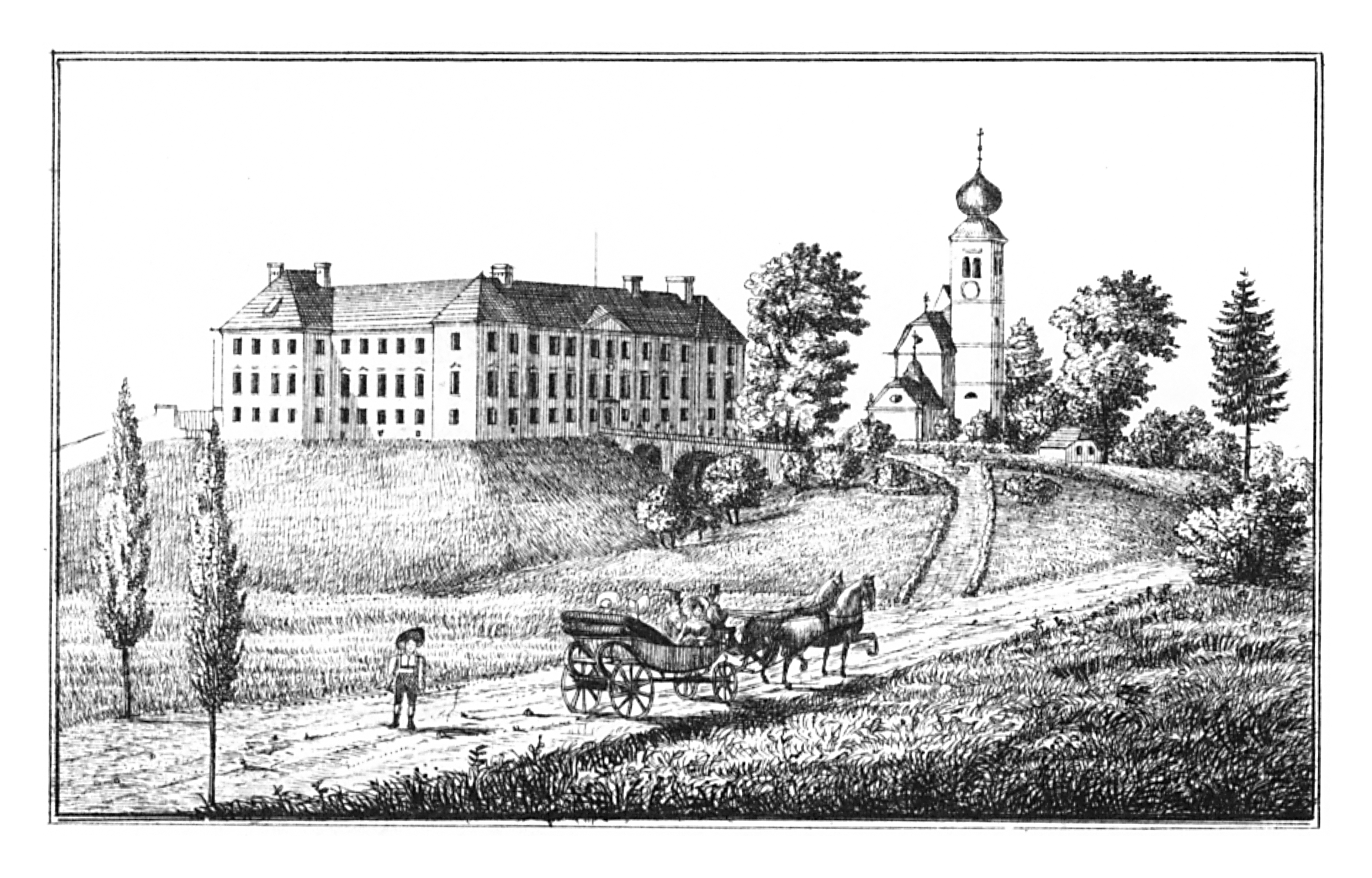
Schloss Halbenrain mit Pfarrkirche Halbenrain (1830)

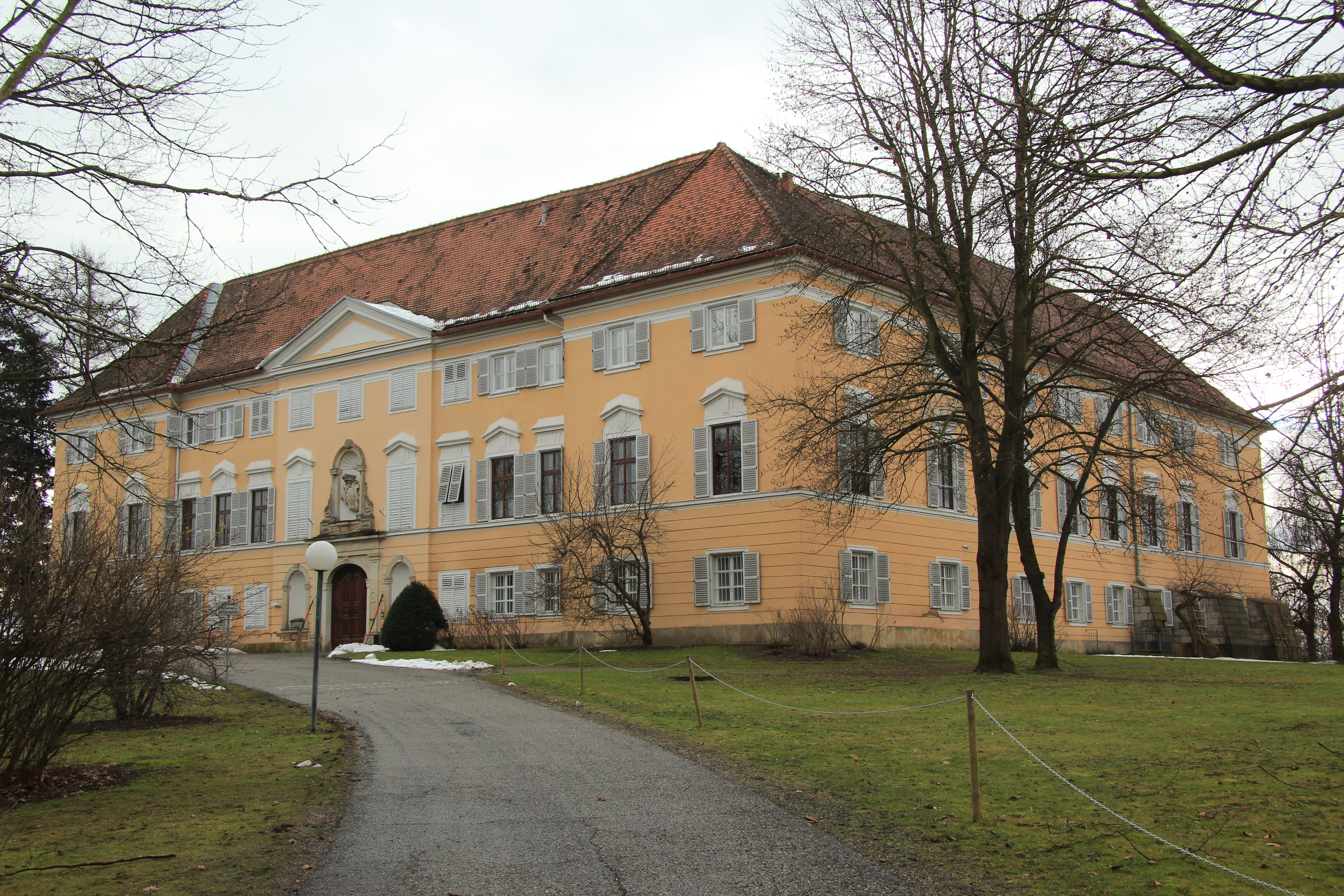
Schloss Halbenrain

Das Schloss Halbenrain befindet sich in der Marktgemeinde Halbenrain in der Steiermark und steht unter Denkmalschutz (Listeneintrag).

## Geschichte
Friedrich der Streitbare verlieh 1244 die Burg Haldenrain an den steirischen Landesschreiber Witigo. Im 15. Jahrhundert gelangte die Herrschaft an die Herren von Stubenberg. 1480/90 war die Burg von den Ungarn besetzt. Es folgten die Freiherren von Ratmannstorff und später die Grafen Althann. Im 17. Jh. wurden die meisten mittelalterlichen Befestigungen abgebrochen und an ihrer Stelle ein neues Schloss errichtet. Um 1700 hatte Halbenrain neuerlich unter den Ungarneinfällen stark zu leiden. 
Ab 1724 war das Schloss im Besitz der Grafen Stürgkh. Nach einem Brand im Jahre 1767 wurde das Schloss weitgehend erneuert, dabei wurden die letzten mittelalterlichen Befestigungswerke demoliert. Seit 1980 steht das Schloss im Besitz des Landes Steiermark. Nach einer neuerlichen umfassenden Renovierung wurde im Gebäude eine landwirtschaftliche Haushaltungsschule für Mädchen eingerichtet. Nach der Schließung der Fachschule für Land- und Ernährungswirtschaft wurde das Gebäude vom Land zum Verkauf ausgeschrieben.

## Architektur
Ein dreigeschoßiger etwas unregelmäßiger Vierkanter umschließt einen annähernd quadratischen Innenhof. Die Fassaden, der Hof und die Gartenseite wurden in der 2. Hälfte des 18. Jahrhunderts gestaltet.